# Wir Kinder vom Bahnhof Soul
Wir Kinder vom Bahnhof Soul ist das dritte Studioalbum des deutschen Sängers Jan Delay. Es erschien am 14. August 2009 bei Universal Records.

## Geschichte
Das Album weist – statt des Souls, der im Albumtitel genannt wird – starke Funk-Einflüsse auf. Jan Delay sagte, er habe bereits bei Mercedes-Dance eine Funkplatte machen wollen, aber nicht gewusst, „wie das geht“. „Irgendwann dachte ich, okay, jetzt weiß ich, wie so eine Funkplatte geht.“ Der Songtitel Rave Against the Machine ist eine Anspielung auf die Band Rage Against the Machine, der Albumtitel eine Wortspielerei mit dem Titel des bekannten Buchs Wir Kinder vom Bahnhof Zoo.
Die Begleitband ist Disko No. 1. Im Chor singen Esther Cowens, Myra Maud und Ngone Thiam.

## Rezeption
Laut.de gab dem Album 4 von 5 Sternen. Dani Fromm überschrieb ihre Kritik folgendermaßen: „Wer hier bewegungslos verharrt, ist taub oder tot.“ Die „Mission“, eine „Tanzplatte“ zu veröffentlichen, sei „erfüllt“. Das Album erreichte Platz 1 in Deutschland, Platz 2 in Österreich und Platz 1 in der Schweiz.

## Trivia
Auf dem Albumcover ist die Hamburger Sternbrücke, bekannt durch die Szeneclubs Astra Stube, Waagenbau und Fundbureau, abgebildet.

## Titelliste
1. Showgeschäft – 4:42
2. Oh Jonny – 3:39
3. Ein Leben Lang – 4:26
4. Überdosis Fremdscham – 4:23
5. Abschlussball – 3:50
6. Hoffnung – 5:02
7. B-Boys & Disko-Girls – 4:31
8. Large – 3:56
9. Kommando Bauchladen – 4:19
10. Little Miss Anstrengend – 4:40
11. Rave Against the Machine – 2:23
12. Disko – 4:35